# 斯洛伐克文化

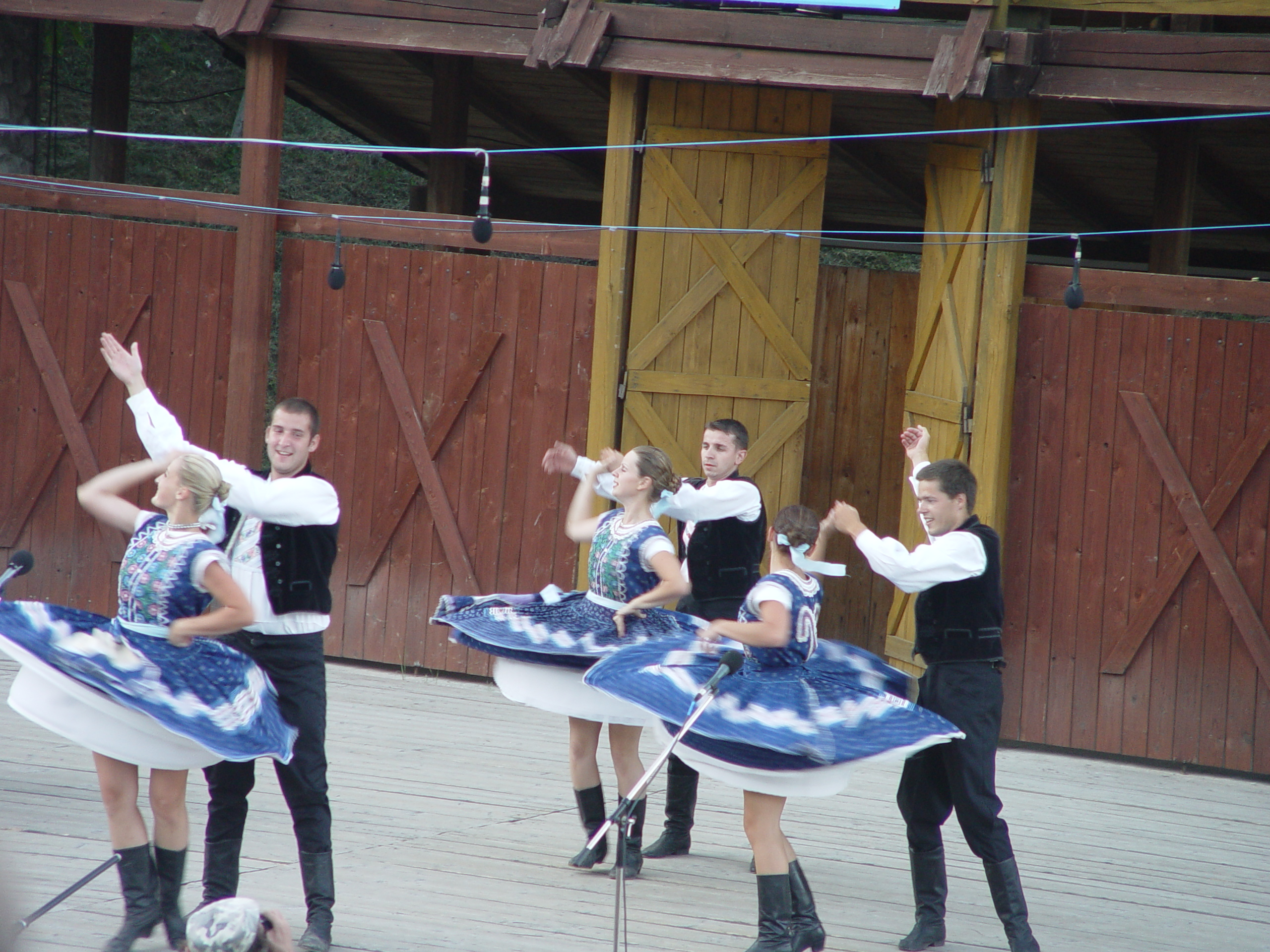
斯洛伐克民族舞蹈

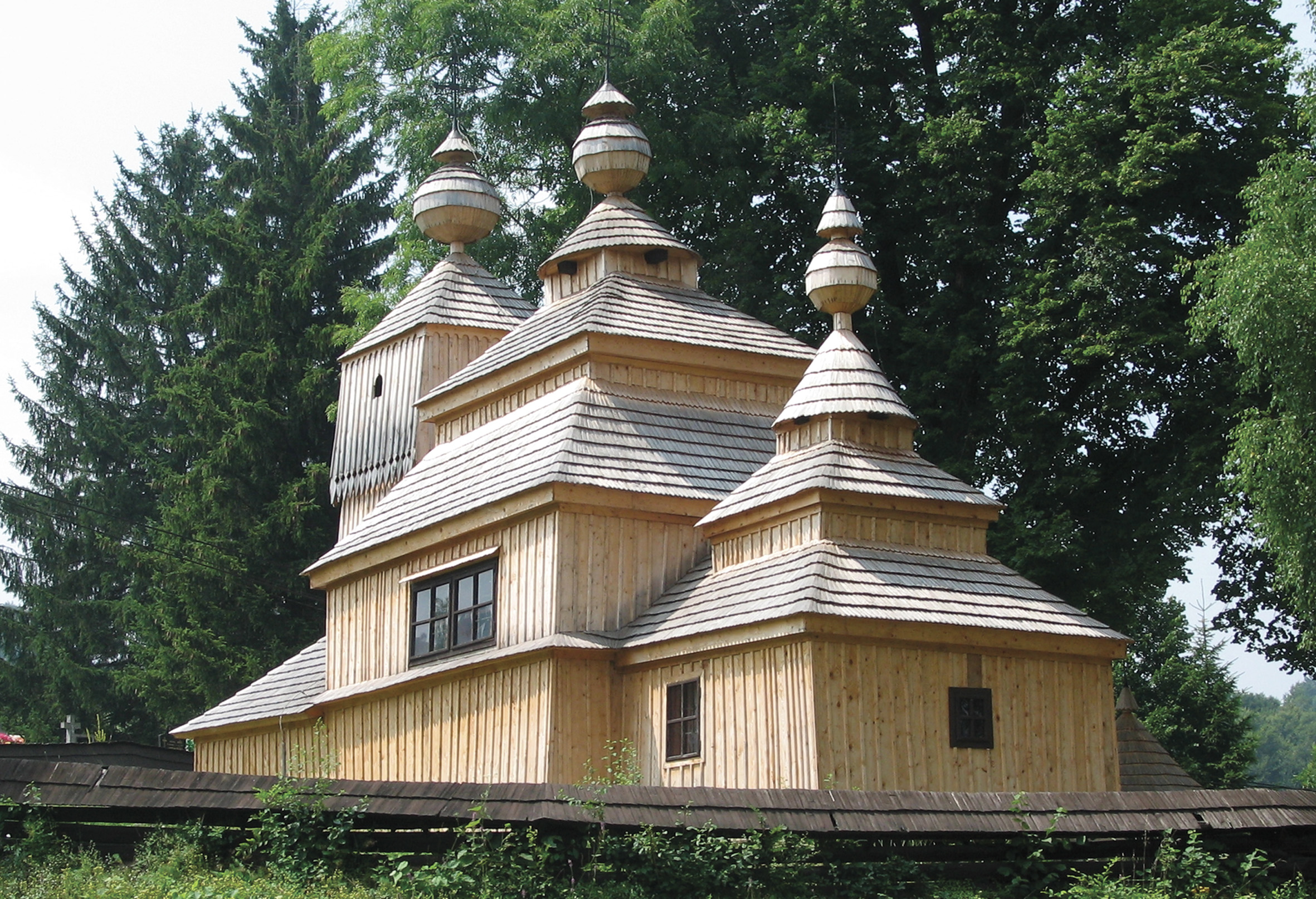
位在Bodružal的木製教堂屬於Rusyn民俗建築，也是世界遗产

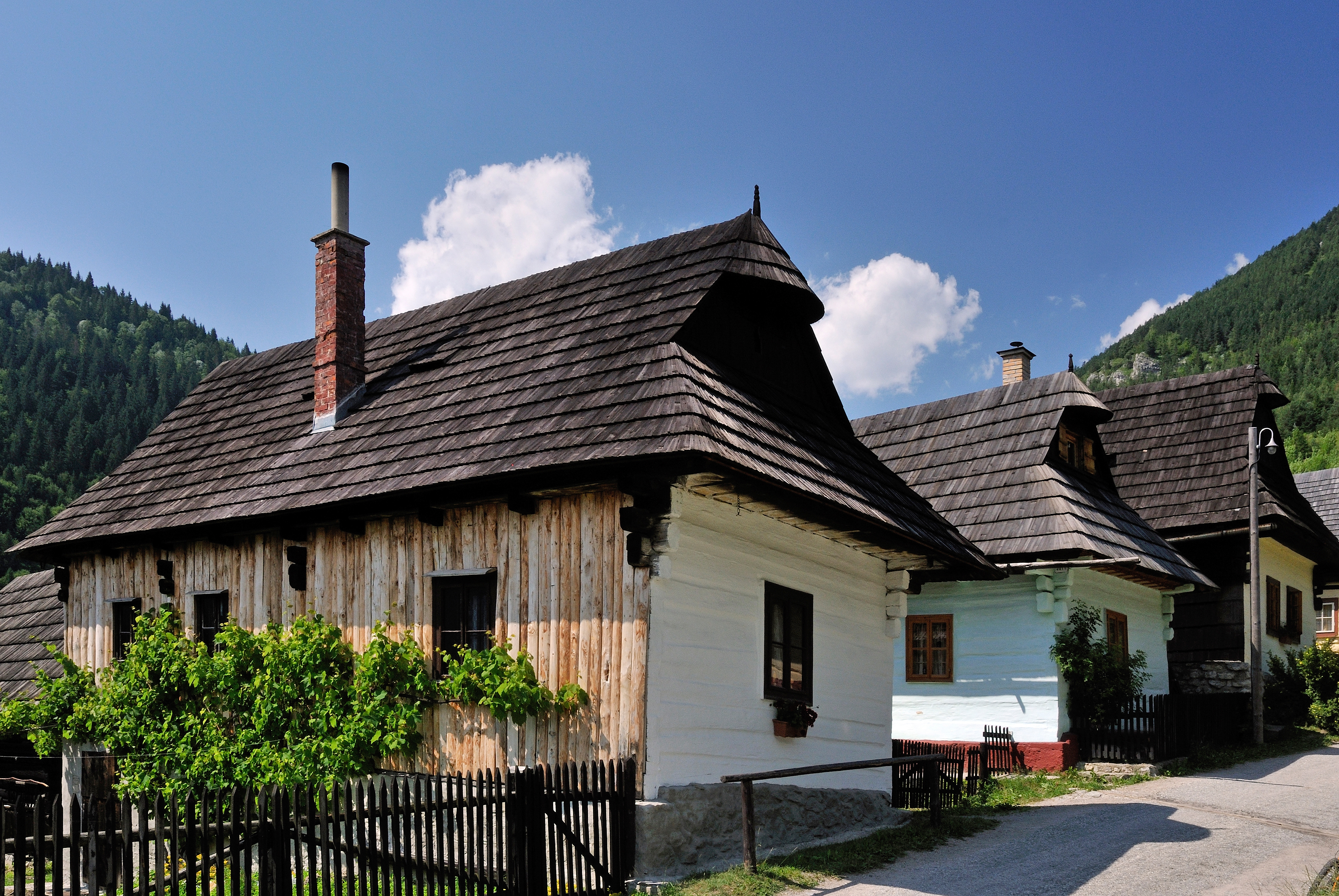
妥善保存的弗爾科利內茨村莊，其中可以看到民族風格的建築，弗爾科利內茨是世界遗产

斯洛伐克的文化受到當地天主教會文化、豐富的民俗傳統以及其在中欧的位置所影響，也是建立在古希臘、古羅馬及猶太人的文化遺產上。斯洛伐克曾是大摩拉维亚公国、匈牙利王國、奧匈帝國、捷克斯洛伐克的一部份，在文化上也有所傳承。斯洛伐克文化有許多和鄰近國家文化傳統的類似之處，包括波蘭、烏克蘭、匈牙利、奧地利和捷克等國的文化。

## 文学

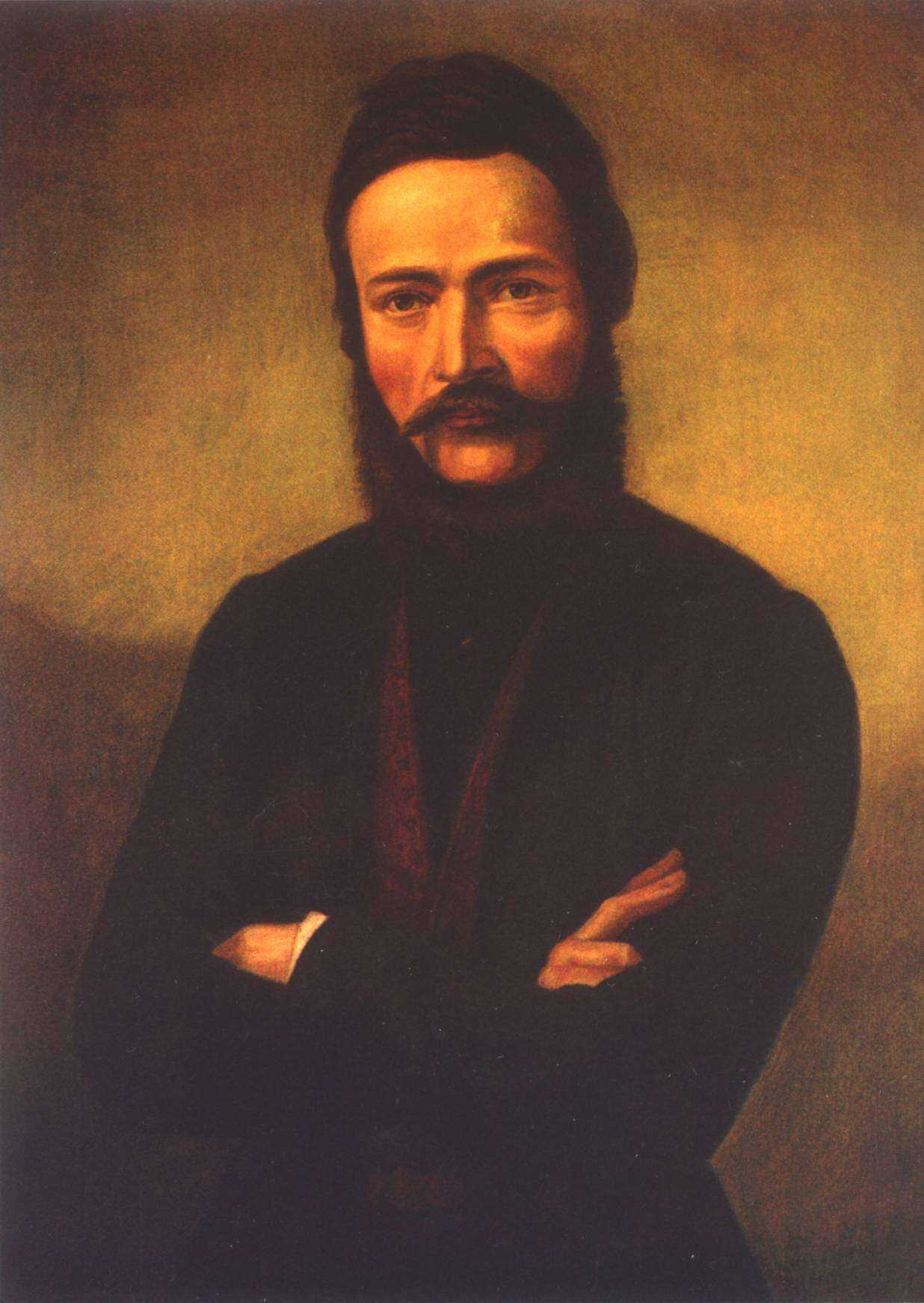
盧多維特·什圖爾，現代斯洛伐克語的修訂者

斯洛伐克文學中有許多基督教的主題，包括作為四福音前言的詩歌《Proglas》、將部份的聖經翻譯成古教會斯拉夫語，以及當時的民法法典《Zakon sudnyj ljudem》。
中世纪文学是11世紀到15世紀的文學，當時斯洛伐克人寫作使用的語言是拉丁语、捷克語以及斯洛伐克化的捷克語。抒情詩仍受到教會的影響，而史詩則著重在傳奇故事。此時期的作者有著有《Chronica Hungarorum》的Johannes de Thurocz，以及Maurus，他們都是匈牙利人。世俗文學也在時形成，也有許多的編年史。
斯洛伐克語的編纂有二位領導人物，第一位是Anton Bernolák，在1787年提出以西斯洛伐克方言為基礎的概念。這是斯洛伐克文學語言的第一次編纂。第二次是卢多维特·什图尔，在1843年以中斯洛伐克方言為兼礎再進行編纂。
斯洛伐克也以其通才聞名，例如帕維爾·約瑟夫·沙法里克、Matthias Bel、扬·科拉尔，而其政治革命者和改革者有米兰·拉斯蒂斯拉夫·什特凡尼克以及亞歷山大·杜布切克。

## 體育
斯洛伐克許多人會參與體育活動，其中一些已有職業水準。斯洛伐克最受歡迎的運動是冰球和足球，而网球、手球、篮球、排球、激流回旋、自行车运动和田径也很受歡迎。